# TTELA
TTELA, före detta Trollhättans Tidning - Elfsborgs Läns Allehanda, är en dagstidning vars spridningsområde är kommunerna Trollhättan, Lilla Edet, Vänersborg och Mellerud. Första utgivningsdagen för tidningen var lördagen 4 december 2004. TTELA är en sammanslagning av de två tidigare dagstidningarna Trollhättans Tidning startad 1906 och Elfsborgs Läns Allehanda som startade 1984, som en efterföljare till Elfsborgs Läns Annonsblad, som startades 1886. TTELA är en liberal tidning och ingår i Stampengruppen. Den utkommer sex dagar i veckan.

## Historik
Elfsborgs Läns Annonsblad (ELA) köpte tidningen Trollhättan (TT-LEP) 1965. Tidningarna fortsatte dock att drivas separat till 1984. Då ändrades titeln på Elfsborgs Läns Annonsblad till Elfsborgs Läns Allehanda.
År 1985 köptes Tvåstads Tidnings AB, som ägde ELA och TT-LEP, av Vestmanlands Läns Tidning och Bohusläningen. VLT och Bohusläningen ägde inledningsvis varsin halva av bolaget. I december 1987, köpte VLT resten av bolaget som därmed blev ett helägt dotterbolag.
År 1992 började började tidningarna samarbeta kring innehåll och därefter ökade andelen gemensamt innehåll successivt. Beslut om samgående togs 2004 och det första gemensamma numret kom ut den 4 december 2004.
När VLT-bolaget slogs ihop med Nerikes Allehanda för att bilda den nya koncernen Liberala Tidningar/Promedia exkluderades TTELA från denna koncernbildning och blev istället en del av Stampen-kontrollerade Mediabolaget i Västsverige, där även Bohusläningen, Hallands Nyheter, Hallandsposten och Strömstads Tidning ingick.

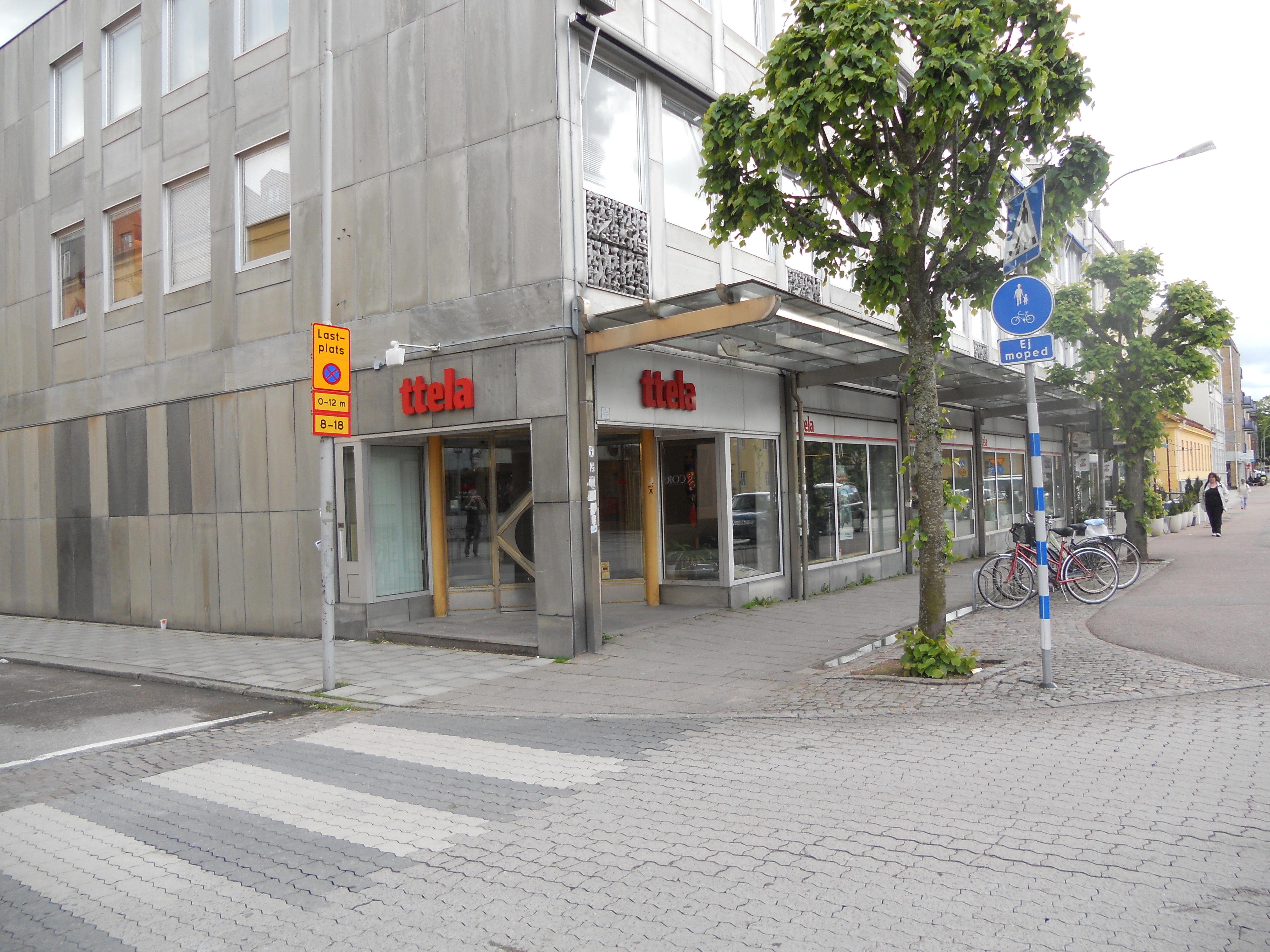
TTELA:s tidigare redaktionshus på Edsgatan.

TTELA:s redaktion i Trollhättan ligger på Drottninggatan 7. Redaktionen i Vänersborg låg på Edsgatan 11 fram till 2012. Därefter låg den i några år på Drottninggatan 12, innan den i maj 2017 flyttade till Hamngatan 3.

## Chefredaktörer
- Torbjörn Håkansson, 2004–2007
- Allan Johansson, 2007–2010
- Bo Zetterlund (tf), 2010[8]
- Morgan Ahlberg, 2010[9]–2016
- Ingalill Sundhage, 2016[10][11]
- Bodil Resare, 2016–2017
- Cecilia Frisk, 2017[12]–2022
- Fredrik Hofflander, 2022–